# Ptichodis perplexa
Ptichodis perplexa là một loài bướm đêm trong họ Erebidae.